# Richard H. Kohn
Richard H. Kohn (* 29. Dezember 1940) ist ein US-amerikanischer Militärhistoriker.

## Leben
Kohn studierte Geschichte an der Harvard University (AB 1962) und der University of Wisconsin–Madison (MS 1964 und PhD 1968).
Von 1968 bis 1971 war er Assistant Professor of History am City College of New York. 1971 wechselte er an die Rutgers University, zuletzt als Professor. 1980/81 war er Gastprofessor (Harold Keith Johnson Chair of Military History) am U.S. Army Military History Institute. 1982 hielt er die Eleazer Wood Memorial Military History Lecture an der Bowling Green State University. Danach war er Leiter des Office of Air Force History und Chefhistoriker der United States Air Force. Von 1985 bis 1990 war er Adjunct Professor am Army War College. 1991 war er Visiting Scholar in Strategic Studies an der Paul H. Nitze School of Advanced International Studies.
Danach war er Professor (Peace, War, and Defense) am Department of History der University of North Carolina at Chapel Hill und leitete das Triangle Institute for Security Studies. Von 1998 bis 2000 war er Professor of Public Policy Studies an der Duke University. 1999 hielt er die Harmon Memorial Lecture in Military History an der United States Air Force Academy. 2004 war er George C. Marshall Lecturer in Military History (Society for Military History/George C. Marshall Foundation). 2005 war er Herbert S. Schell Lecture in American History an der University of South Dakota. 2006/07 bekleidete er den Bradley Chair of Strategic Leadership am Army War College und Dickinson College. 2007 hielt er die James J. Whalen Lecture am Army War College.
Er war Berater zahlreicher Organisationen. 1978 war er Juror beim Pulitzer-Preis für Geschichte. Von 1977 bis 1987 gehörte er dem Executive Council des Inter-University Seminar on Armed Forces and Society an. Von 1981 bis 1984 beriet er das United States Army Training and Doctrine Command. Von 1989 bis 1993 war er Präsident der Society for Military History. 1992 wurde er Mitglied der American Antiquarian Society. Außerdem war er in der American Historical Association und der World War II Studies Association aktiv. Er ist/war Mitglied der Editorial Boards der Papers of William Livingston und  Papers of George Washington.

## Auszeichnungen
- 1973: Binkley-Stephenson Award, Organization of American Historians
- 1987: President’s Award, Air Force Historical Foundation
- 1996: Victory Gondos Memorial Service Award, Society for Military History
- 2002: Edward S. Miller History Prize, Naval War College
- 2008: Herbert Feis Award, American Historical Association
- 2009: Samuel Eliot Morison Prize, Society for Military History

## Schriften (Auswahl)
- Eagle and Sword. The Federalists and the Creation of the Military Establishment in America, 1783–1802. Free Press u. a., New York u. a. 1975, ISBN 0-02-917551-8.
- als Herausgeber: The United States Military under the Constitution of the United States, 1789–1989. New York University Press, New York NY u. a. 1991, ISBN 0-8147-4615-2.
- mit Peter D. Feaver: Soldiers and Civilians. The Civil-military Gap and American National Security. MIT Press, Cambridge MA u. a. 2001, ISBN 0-262-06223-2.